# 財神酒店

財神酒店（Hotel Fortune）是位於澳門新口岸廣州街的一家三星級的賭場酒店。
財神酒店在1995年開業，於2005年進行內外部的大規模改建，由商業性質改為富有歐陸式的酒店。酒店大門門口由只得一個增至三個，原本的一個是為進出酒店大堂，而其餘兩個是為方便進出娛樂場的。

## 外部參考
- 財神酒店 （页面存档备份，存于）